# La Chapelle-Saint-Aubert
La Chapelle-Saint-Aubert is een gemeente in het Franse departement Ille-et-Vilaine (regio Bretagne) en telt 359 inwoners (1999). De plaats maakt deel uit van het arrondissement Fougères-Vitré.

## Geografie
De oppervlakte van La Chapelle-Saint-Aubert bedraagt 9,7 km², de bevolkingsdichtheid is 37,0 inwoners per km².
De onderstaande kaart toont de ligging van La Chapelle-Saint-Aubert met de belangrijkste infrastructuur en aangrenzende gemeenten.

## Demografie
Onderstaande figuur toont het verloop van het inwonertal (bron: INSEE-tellingen).

1. ↑  Populations de référence 2022.